# Bogád
Bogád is een plaats (község) en gemeente in het Hongaarse comitaat Baranya. Bogád telt 842 inwoners (2001).